# Edward Moore Kennedy Jr.
Pour les articles homonymes, voir Edward Kennedy (homonymie), Ted Kennedy (homonymie), Moore et Kennedy.
 (janvier 2012).
Si vous disposez d'ouvrages ou d'articles de référence ou si vous connaissez des sites web de qualité traitant du thème abordé ici, merci de compléter l'article en donnant les références utiles à sa vérifiabilité et en les liant à la section « Notes et références ».
Edward Moore Kennedy, Jr. dit « Ted Kennedy, Jr. » (né le 26 septembre 1961 à Boston) est un membre de la famille Kennedy. Il est le fils aîné du sénateur Ted Kennedy. Il est membre du Sénat du Connecticut depuis le 7 janvier 2015.

## Vie privée
Il s'est marié avec Katherine Gershman le 9 novembre 1993. Ils ont eu deux enfants :
1. Kiley Elizabeth Kennedy (1994)
2. Edward Moore Kennedy III (1998)

En 1973, Ted Jr a été amputé de la jambe droite à la suite d'un sarcome d'Ewing.
À la mort de son père, le 25 août 2009, Edward Moore Kennedy Jr. devient chef de la troisième branche Kennedy, dite « branche de Ted ».

## Distinctions
- 2008 : Doctorat honoris causa de l'Université Harvard[1]